# خورشیدیان
خورشیدیان (به لاتین: Lesbiinae) یکی از شش زیرخانواده است که خانواده مگس‌مرغان را تشکیل می‌دهد.
این زیرخانواده به دو تبار تقسیم می‌شود: خورشیدرخشان‌تباران (درخشنده‌ها) حاوی ۱۴ سرده و خورشیدفرشته‌تباران حاوی ۱۸ سرده است.

## تبارشناسی
یک مطالعه فیلوژنتیک مولکولی دربارهٔ مگس‌مرغ‌ها که در سال ۲۰۰۷ میلادی منتشر شد، نشان داد که این خانواده از ۹ کلاد تشکیل شده‌است. هنگامی که ادوارد دیکینسون و جیمز ون رمسن جونیور، فهرست کامل پرندگان جهان هاوارد و مور را برای نسخه چهارم در سال ۲۰۱۳ به روز کردند، خانواده مگس‌مرغان را به شش زیرخانواده تقسیم کردند و پیشنهاد کردند که نام Lesbiinae برای زیرخانواده‌ای حاوی تبارهای خورشیدرخشان‌تباران و خورشیدفرشته‌تباران استفاده شود. زیرخانواده خورشیدیان (Lesbiinae) در سال ۱۸۵۴ میلادی توسط لودویگ رایشنباخ معرفی شد. 